# Rotten Apples
Rotten Apples er titlen på en Greatest Hits-plade udgivet af Smashing Pumpkins den 19. november 2001. I USA er der blevet solgt næsten én million eksemplarer af albummet, der blev udgivet hos Virgin Records.
Rotten Apples blev udgivet året efter bandets farvelkoncert i Chicago. Albummet blev udgivet sammen med en bonus-cd, Judas O, og udgivet samtidig med dvd'en Greatest Hits Video Collection. Rotten Apples er titlen på en b-side fra 1996, der blev udgivet på singlen "Tonight, Tonight". Sangen "Rotten Apples" blev dog ikke inkluderet b-side-albummet Judas O. 

## Spor
1. "Siva"
2. "Rhinoceros"
3. "Drown"
4. "Cherub Rock"
5. "Today"
6. "Disarm"
7. "Bullet with Butterfly Wings"
8. "1979"
9. "Zero"
10. "Tonight, Tonight"
11. "Eye"
12. "Ava Adore"
13. "Perfect"
14. "The Everlasting Gaze"
15. "Stand Inside Your Love"
16. "Try, Try, Try"
17. "Real Love"
18. "Untitled"

I USA er Try, Try, Try erstattet af Landslide på Rotten Apples. 

## Indhold
Alle sange er skrevet af Billy Corgan.
Rotten Apples er skoleeksemplet på, hvordan en Greatest Hits-plade skal se ud. De største hits fra hver af bandets album, samt lidt ekstra nyt materiale for de hardcore fans.
Siva og Rhinoceros er to af singlerne fra debutalbummet Gish fra 1991. Drown er en populær sang fra soundtracket til filmen Singles, der havde premiere i 1992. Bandets gennembrudsplade, Siamese Dream, er repræsenteret med de første tre singler, mens de fire første singler er medtaget fra dobbeltalbummet Mellon Collie and the Infinite Sadness. Eye er fra soundtracket til David Lynch-filmen Lost Highway, mens Ava Adore og Perfect er fra Adore-albummet fra 1998. Ikke mindre end tre sange er taget med fra bandets sidste plade Machina, mens Real Love er den eneste sang fra MACHINA II. Den sidste sang, Untitled, er bandets farvelsang, som blev indspillet kort før den sidste koncert, og blev udgivet som single sammen med Greatest Hits-albummet. 
Bandets Grammy Award-vindende sang, The End Is the Beginning Is the End, er ikke medtaget på Rotten Apples, da Warner Brothers ejer rettigheder til sangen.

## Salgstal
- USA: 968.000 (guld)
- UK: 60.000 (sølv)
- Canada: 100.000 (platin)
- Australien: 35.000 (guld)
- Japan: 28.400

Det anslås, at der er blevet solgt ca. tre millioner eksemplarer af Rotten Apples verden rundt.[kilde mangler]